# عمر بن محمد بن بجير
أبو حفص عمر بن محمد بن بجير بن حازم الهمداني السمرقندي البجيري، (223- 311هـ/ 838- 923م) مُحدث ما وراء النهر، ومصنف التفسير والصحيح، وأحد رواة الحديث النبوي.
كان من أوعية العلم، وكان أبوه صاحب حديث، ومن أصحاب عارم وطبقته، فرحل بابنه عمر إلى الأقاليم. حدث عن: عيسى بن حماد زغبة، وبشر بن معاذ العقدي، وعمرو بن علي الفلاس، ومحمد بن معاوية خال الدارمي، وأحمد بن عبدة الضبي، وأبي الأشعث أحمد بن المقدام، وبندار وطبقتهم. حدث عنه: محمد بن محمد بن صابر، ومحمد بن بكر الدهقان، ومحمد بن أحمد بن عمران الشاشي، ومحمد بن علي المؤدب، ومعمر بن جبريل الكرميني، وأعين بن جعفر السمرقندي، وعيسى بن موسى الكسائي وآخرون.
لما وصل إلى مصر صادفته جنازة الحافظ أحمد بن صالح فشيعها، وتألم لفواته. قال أبو سعد الإدريسي: «كان فاضلا، خيرا، ثبتا في الحديث، له الغاية في طلب الآثار والرحلة». قال الذهبي: «لم يقع لي حديثه عاليا، وهو تفرد مع صدقه بحديث غريب صالح الإسناد، فقال أخبرنا العباس بن الوليد الخلال، حدثنا مروان بن محمد، حدثنا معاوية بن سلام، عن يحيى بن أبي كثير، عن أبي نضرة، عن أبي سعيد مرفوعا، قال إن الله زادكم صلاة إلى صلاتكم هي خير من حمر النعم، ألا وهي الركعتان قبل صلاة الفجر».

## وفاته
توفي ابن بجير في سنة 311 هـ/ 923م .